# Acacia cochlearis
Acacia cochlearis és una espècie de planta de la subfamília de les Mimosoideae dins el grup de les Lleguminoses que es distribueix pel sud-oest d'Austràlia. És un arbre perenne que es troba sobre sòls sorrencs sobretot calcaris a zones costaneres o dunes a prop de zones costaneres i pot formar densos matolls espinosos. Depèn de l'hàbitat on creix ho pot fer de manera més o menys vertical o inclinada seguint els pendents de barrancs i turons. Espècies semblants: Acacia latipes subsp. latipes i Acacia benthamii.

## Descripció
Arbust erecte en expansió que arriba fins a uns 0,5-3 metres d'alçada. Presenta uns branquillons acanalats, glabres, amb pèls rectes. Té estípules presents només en els nous brots joves. Els fil·lodis són sèssils, la majoria de 2 a 5 cms de llarg, de 2 a 10 mm d'ample, finament coriàcies. Les inflorescències són simples, d'una a tres per axil·la, amb peduncles de 4 a 12 mm de llarg més aviat corpulenta; de caps globulars d'uns 4 a 5 mm de diàmetre. Les flors són pentàmeres, sense sèpals. Les beines pengen linears i rectes amb una mitja línia més pàlida. Les llavors són longitudinals i ovalades, d'uns 3 mm de longitud.